# Équipe de Grande-Bretagne de hockey sur glace
Cet article traite de l'équipe masculine. Pour l'équipe féminine, voir Équipe de Grande-Bretagne féminine de hockey sur glace.
L'équipe de Grande-Bretagne de hockey sur glace représente la sélection nationale regroupant les meilleurs joueurs de hockey sur glace du Royaume-Uni lors des compétitions internationales. Malgré son nom anglais – Team Great Britain – l'équipe regroupe les meilleurs britanniques et donc à la fois les joueurs de Grande-Bretagne – c'est-à-dire l'Angleterre, le Pays de Galles et l'Écosse — mais également les joueurs d'Irlande du Nord. L'équipe est sous la tutelle de la Fédération du Royaume-Uni de hockey sur glace, en anglais Ice Hockey UK. 

## Historique

### Championnat d'Europe 1910
L'équipe est fondée à la suite de la création de la Ligue internationale de hockey sur glace en 1908 – ancien nom de la Fédération internationale de hockey sur glace – et participe alors au premier championnat d'Europe en 1910 qui se joue entre les 10 et 12 janvier à Montreux dans le canton de Vaud en Suisse.
L'organisation du tournoi a mis du temps pour se fixer sur le mode de déroulement du tournoi et une forte polémique est née pour savoir s'il fallait utiliser le système américain, système avec des matchs entre toutes les équipes et avec classement par la suite, ou un système à élimination directe. La première conséquence de cette polémique est la non-participation de la France. Finalement, quatre nations participent au tournoi qui est organisé selon le système américain : en plus de la Grande-Bretagne, il y a l'Allemagne, la Suisse et la Belgique.
Tandis que les deux premières nations sont représentées par leur meilleure équipe - le Berliner SC et le Prince's club Londres - les deux autres équipes sont constituées d'une sélection de joueurs. La Suisse décide également de ne faire jouer aucun joueur suisse évoluant en France. L'équipe des britanniques est en fait composée de plusieurs joueurs étudiants canadiens. En trois matchs joués, les joueurs de Grande-Bretagne en remportent deux, le premier contre l'Allemagne puis contre les Suisses en ayant fait entretemps match nul contre les Belges. L'équipe de Grande-Bretagne remporte ainsi le premier titre international de son histoire.

### Les Jeux de 1924

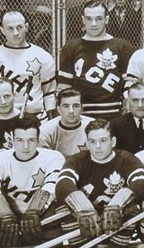
En 1924, la Grande-Bretagne rencontre sur sa route Reginald « Hooley » Smith de l'équipe du Canada (ici au centre de la photographie).

L'équipe remporte la médaille de bronze aux Jeux de 1924, compétition où participent huit nations et jouée à Chamonix en France. Deux poules sont formées et la Grande-Bretagne fait partie de la poule avec les États-Unis, la France et la Belgique. Au premier tour, l'équipe bat la France 15-2 puis les Belges 19-3 avant de chuter 11-0 contre les Américains. Ces derniers sont réellement une classe au-dessus puisqu'ils inscrivent 52 buts et n'en accordent aucun. Le décalage est le même dans l'autre poule où les Canadiens ne concèdent pas un seul but et en inscrivent 85 en trois rencontres. À la suite de cette première phase les deux premiers de chaque groupe se retrouvent dans un carré final et le classement de la poule donne le classement des Jeux.
Le carré final compte donc les Canadiens, les Américains et les dauphins des deux poules : les Britanniques et les Suédois. Les résultats des rencontres du premier tour sont conservées. Les Canadiens battent les Britanniques lors de leur rencontre le 1er février 1924 sur la marque de 19-2, les deux premiers buts concédés par John Cameron gardien du Canada. Dans le même temps, les Suédois perdent 20-0 contre les Américains et donc la finale des Jeux oppose les Canadiens et les Américains alors que les deux nations européennes jouent pour la médaille de bronze.
C'est finalement la Grande-Bretagne qui remporte la médaille en battant les Suédois sur le score de 4 buts à 3. Eric Carruthers en inscrit trois et Ross Cuthbert le dernier. L'équipe est alors composée des joueurs suivants : William Anderson, C.B. Boulden, Lorne Howlan d, Carr-Harris, Colin Gordon Carruthers, Eric Dudley Carruthers, Guy E. Clarkson, Ross George Cuthbert, George Holmes, Hamilton Jukes, Edward Pitblado, B.N. Patton et Blane Nathaniel Sexton.

### Les années 1930

#### Les Jeux de 1936
Les Jeux olympiques de 1936 se jouent en Allemagne dans la ville de Garmisch-Partenkirchen. Une polémique naît avant le début du tournoi, le Canada déposant une plainte contre les équipes de France et de Grande-Bretagne, deux équipes composées majoritairement de joueurs d'origines canadiennes et naturalisés. Ainsi, Alex Archer et James Foster sont suspendus dans un premier temps mais finalement le Canada retire sa plainte. 
Les joueurs britanniques sont dans la poule D, seule poule du tournoi à trois équipes, et ils finissent à la première place de cette poule en battant la Suède 1-0 sur un but d'Edgar Brenchley puis le Japon 3-0 avec un autre but de Brenchley, un de Jimmy Borland et le dernier de Alex « Sandy » Archer.
La deuxième phase du tournoi consiste en deux poules de quatre équipes, les deux premières nations de chaque poule lors de la première phase. La Grande-Bretagne est dans le même groupe que les Allemands, les Hongrois et les Canadiens. Les deux premiers matchs de la poule sont joués le 11 février 1936 et Gerry Davey ouvre le score pour les joueurs britanniques avant la fin de la première minute de la rencontre. Les Canadiens reviennent au score par l'intermédiaire de Ralph Saint Germain mais juste avant la fin du temps réglementaire, Davey attire toute la défense adverse sur son aile puis lance au but. Edgar Brenchley reprend le rebond pour donner l'avantage à son équipe et une victoire inattendue 2-1.
Par la suite, les Britanniques font match nuls contre les Allemands puis battent 5-1 la Hongrie alors que dans le même temps, les Canadiens remportent les deux matchs 15-0 et 6-2. Malgré tout, avec cinq points, le Royaume-Uni finit à la première place de la poule. Ils sont qualifiés avec les Canadiens pour la dernière phase où les deux équipes rencontrent les deux premiers de l'autre groupe. En phase finale, les Canadiens et leurs cousins Britanniques retrouvent la Tchécoslovaquie et les États-Unis. La victoire 2-1 sur le Canada est conservée et le Royaume-Uni remporte son premier match de la phase finale 5-0 contre les Tchécoslovaques avec notamment un triplet de Davey. Ils font par la suite match nul sans qu'aucun but ne soit marqué contre les Américains malgré trois prolongations jouées. Même si encore une fois les Canadiens remportent leurs deux rencontres, ils sont classés finalement derrière le Royaume-Uni qui remporte son premier titre des Jeux olympiques,. Ce résultat compte également comme résultat pour le championnat du monde et au championnat d'Europe.
Parmi tous les joueurs sacrés cette année, seul Carl Erhardt capitaine de la sélection est formé et joue toute sa carrière en Europe, tous les autres joueurs ayant évolué au Canada. La liste des joueurs vainqueurs cette année est la suivante : James Foster, Carl Erhardt, Gordon Dailley, Archibald Stinchcombe, Edgar Brenchley, John Coward, Jimmy Chappell, Alex Archer, Gerry Davey, Jimmy Borland, Robert Wyman, Jack Kilpatrick et Arthur Child.

## Effectif
| No    | Nom                 | Position       | Club                       |
| ----- | ------------------- | -------------- | -------------------------- |
| +001, | Jackson Whistle     | Gardien de but | Belfast Giants             |
| +002, | Sam Ruopp           | Défenseur      | Lausitzer Füchse           |
| +005, | Ben Davies          | Attaquant      | Cardiff Devils             |
| +007, | Robert Lachowicz    | Attaquant      | Glasgow Clan               |
| +009, | Brett Perlini       | Attaquant      | ESC Halle 04               |
| +011, | Cameron Critchlow   | Attaquant      | Manchester Storm           |
| +013, | David Phillips      | Défenseur      | Belfast Giants             |
| +014, | Liam Kirk - A       | Attaquant      | HC Litvínov                |
| +016, | Sam Duggan          | Attaquant      | Cardiff Devils             |
| +017, | Mark Richardson - A | Défenseur      | Cardiff Devils             |
| +023, | Sean Norris         | Attaquant      | Belfast Giants             |
| +024, | Josh Tetlow         | Défenseur      | Nottingham Panthers        |
| +026, | Evan Mosey          | Défenseur      | Cardiff Devils             |
| +027, | Cole Shudra         | Attaquant      | Sheffield Steelers         |
| +028, | Ben O'Connor        | Défenseur      | Guildford Flames           |
| +033, | Ben Bowns           | Gardien de but | Cardiff Devils             |
| +035, | Lucas Brine         | Gardien de but | Dundee Stars               |
| +041, | Joshua Batch        | Défenseur      | Cardiff Devils             |
| +044, | Sam Jones           | Défenseur      | Sheffield Steelers         |
| +048, | Johnny Curran       | Attaquant      | Coventry Blaze             |
| +074, | Ollie Betteridge    | Attaquant      | Nottingham Panthers        |
| +075, | Robert Dowd - C     | Attaquant      | Sheffield Steelers         |
| +079, | Nathanael Halbert   | Défenseur      | HC TWK Innsbruck           |
| +091, | Ben Lake            | Attaquant      | Belfast Giants             |
| +094, | Cade Neilson        | Attaquant      | Nanooks d'Alaska-Fairbanks |

## Résultats

### Jeux olympiques
- 1924 -
- 1928 - 4e
- 1932 - Ne participe pas
- 1936 -
- 1948 - 2022 - Non qualifiés

### Championnats d'Europe
La première participation de l'équipe de Grande-Bretagne au championnat d'Europe a lieu lors du « premier tournoi de 1910 ». Certaines années, le classement du championnat d'Europe est déterminé par un tournoi (Jeux olympiques ou Championnats du monde).
- 1910 -
- 1911-1925 - Ne participe pas
- 1926 - 4e place
- 1927 - Ne participe pas
- 1928 -  (classement JO)
- 1929 - Ne participe pas
- 1930 - 10e place (classement CM)
- 1931 - 6e place (classement CM)
- 1932 - 7e place
- 1933 - Ne participe pas
- 1934 à 1991 : selon classement des Championnats du monde.

### Championnats du monde
Les Jeux olympiques d'hiver tenus entre 1920 et 1968 comptent également comme les championnats du monde. Durant les Jeux Olympiques de 1980, 1984 et 1988 il n'y a pas eu de compétition du tout.
- 1930 : 10e place place ex æquo
- 1931 : 8e place
- 1933 : 11e place
- 1934 : 8e place
- 1935 :
- 1937 :
- 1938 :
- 1939 : 8e place
- 1940-1945 - Seconde guerre mondiale
- 1947 : Ne participe pas
- 1949 : Ne participe pas
- 1950 : 4e place
- 1951 : 5e place
- 1952 : 10e place (1re de la poule B)
- 1953 : 5e place (2e de la poule B)
- 1954-1959 : Ne participe pas
- 1961 : 10e place (2e de la poule B)
- 1962 : 8e place [17]
- 1963 : 15e place (7e de la poule B)
- 1965 : 14e place (6e de la poule B)
- 1966 : 16e place (8e de la poule B)
- 1967-1970 : Ne participe pas
- 1971 : 18e place (4e de la poule C)
- 1972 : Ne participe pas
- 1973 : 22e place (8e de la poule C)
- 1974-1975 : Ne participe pas
- 1976 : 21e place (5e de la poule C)
- 1977 : 21e place (5e de la poule C)
- 1978 : Ne participe pas
- 1979 : 24e place (6e de la poule C)
- 1981 : 24e place (8e de la poule C)
- 1982-1987 : Ne participe pas
- 1989 : 27e place (3e de la poule D)
- 1990 : 26e place (1re de la poule D)
- 1991 : 21e place (5e de la poule C)
- 1992 : 21e place (1re de la poule C)
- 1993 : 13e place (1re de la poule B)
- 1994 : 12e place
- 1995 : 19e place (7e de la poule B)
- 1996 : 16e place (4e de la poule B)
- 1997 : 18e place (6e de la poule B)
- 1998 : 22e place (6e de la poule B)
- 1999 : 18e place (2e de la poule B)
- 2000 : 19e place (3e de la poule B)
- 2001 : 2e de la Division I, groupe B
- 2002 : 4e de la Division I, groupe B
- 2003 : 5e de la Division I, groupe B
- 2004 : 5e de la Division I, groupe A
- 2005 : 4e de la Division I, groupe A
- 2006 : 5e de la Division I, groupe A
- 2007 : 4e de la Division I, groupe B
- 2008 : 4e de la Division I, groupe A
- 2009 : 3e de la Division I, groupe B
- 2010 : 4e de la Division I, groupe B
- 2011 : 2e de la Division I, groupe B
- 2012 : 5e de la Division IA
- 2013 : 6e de la Division IA
- 2014 : 4e de la Division IB
- 2015 : 2e de la Division IB
- 2016 : 2e de la Division IB
- 2017 : 1er de la Division IB
- 2018 : 1er de la Division IA
- 2019 : 13e place
- 2020 : Annulé en raison du coronavirus
- 2021 : 14e place
- 2022 - 16e place
- 2023 - 1er de la Division IA
- 2024 - 15e place
- 2025 - 1er de la Division IA

Note :  Promue ;  Reléguée

## Classement mondial
| Année     | Rang | Points | Progression |
| --------- | ---- | ------ | ----------- |
| 2003      | 23   | 2 330  |             |
| 2004      | 25   | 1 990  | -2          |
| 2005      | 25   | 1 780  | ±0          |
| Mai 2006  | 31   | 1 580  | -6          |
| 2007      | 29   | 1 605  | +2          |
| 2008      | 29   | 1 645  | ±0          |
| 2009      | 25   | 1 695  | +4          |
| Fév. 2010 | 24   | 2 334  | +1          |
| Mai 2010  | 23   | 2 350  | +1          |
| 2011      | 21   | 2 250  | +2          |
| 2012      | 21   | 2 110  | ±0          |

| Année        | Rang | Points | Progression |
| ------------ | ---- | ------ | ----------- |
| 2013         | 22   | 1 940  | -1          |
| Fév. 2014    | 20   | 2 540  | +2          |
| Mai 2014     | 22   | 2 450  | -2          |
| 2015         | 24   | 2 225  | ±0          |
| 2016         | 24   | 2 020  | ±0          |
| 2017         | 24   | 1 850  | ±0          |
| Février 2018 | 24   | 2 320  | ±0          |
| Mai 2018     | 22   | 2 465  | +2          |
| 2019         | 20   | 2 480  | +2          |
| 2020         | 19   | 2 380  | +1          |
| 2021         | 16   | 2 280  | +3          |

## Équipe junior moins de20 ans

### Championnats du monde junior
La Grande-Bretagne participe au Championnat du monde junior pour la première fois en 1984. 
- 1984 - 6e place du Groupe C
- 1985 - 5e place du Groupe C
- 1986 - 3e place du Groupe C
- 1987 - 3e place du Groupe C
- 1988 - 4e place du Groupe C
- 1989 - 4e place du Groupe C
- 1990 - 6e place du Groupe C
- 1991 - 4e place du Groupe C
- 1992 - 3e place du Groupe C
- 1993 - 5e place du Groupe C
- 1994 - 4e place du Groupe C
- 1995 - 8e place du Groupe C
- 1996 - 5e place du Groupe C
- 1997 - 4e place du Groupe C
- 1998 - 7e place du Groupe C
- 1999 - 7e place du Groupe C
- 2000 - 3e place du Groupe C
- 2001 - 3e place de Division II, Groupe B
- 2002 - 3e place de Division II, Groupe A
- 2003 - 2e place de Division II, Groupe A
- 2004 - 1re place de Division II, Groupe B
- 2005 - 6e place de Division I, Groupe A
- 2006 - 1re place de Division II, Groupe A
- 2007 - 3e place de Division I, Groupe B
- 2008 - 6e place de Division I, Groupe B
- 2009 - 2e place de Division II, Groupe B
- 2010 - 1re place de Division II, Groupe B
- 2011 - 3e place de Division I, Groupe A
- 2012 - 6e place de Division IA
- 2013 - 5e place de Division IB
- 2014 - 5e place de Division IB [36]
- 2015 - 1re place de Division IIA
- 2016 - 3e place de Division IB
- 2017 - 6e place de Division IB
- 2018 - 3e place de Division IIA
- 2019 - 3e place de Division IIA
- 2020 - 2e place de Division IIA
- 2021 - Annulé en raison du coronavirus
- 2022 - 3e place de Division IIA
- 2023 - 2e place de Division IIA
- 2024 - 3e place de Division IIA
- 2025 - 4e place de Division IIA

## Équipe des moins de18 ans

### Championnats du monde moins de18 ans
L'équipe des moins de 18 ans participe dès la première édition.
- 1999 - 8e place du groupe B
- 2000 - 5e place de Division I Europe
- 2001 - 3e place de Division II
- 2002 - 3e place de Division II
- 2003 - 6e place de Division I, groupe A
- 2004 - 1re place de Division II, groupe B
- 2005 - 6e place de Division I, groupe A
- 2006 - 1re place de Division II, groupe B
- 2007 - 6e place de Division I, groupe B
- 2008 - 2e place de Division II, groupe B
- 2009 - 1re place de Division II, groupe B
- 2010 - 5e place de Division I, groupe B
- 2011 - 6e place de Division I, groupe A
- 2012 - 4e place de Division II, groupe A
- 2013 - 4e place de Division IIA
- 2014 - 5e place de Division IIA
- 2015 - 3e place de Division IIA
- 2016 - 4e place de Division IIA
- 2017 - 5e place de Division IIA
- 2018 - 1re place de Division IIA
- 2019 - 6e place de Division IB
- 2020 - Annulé en raison du coronavirus
- 2021 - Annulé en raison du coronavirus
- 2022 — 3e place de Division IIA
- 2023 — 3e place de Division IIA
- 2024 — 2e place de Division IIA
- 2025 — 2e place de Division IIA